# Гольдкронах
Гольдкронах (нім. Goldkronach) — місто в Німеччині, розташоване в землі Баварія. Підпорядковується адміністративному округу Верхня Франконія. Входить до складу району Байройт.
Площа — 23,24 км2. Населення становить 3479 ос. (станом на 31 грудня 2020).